# Henri De Keersmaeker
Henri Karel Maria De Keersmaeker (Wemmel, 20 januari 1906 - Wemmel, 23 september 1968) is een voormalig burgemeester van de Vlaams-Babantse gemeente Wemmel.

## Biografie
De Keersmaeker werd geboren in een relatief welvarend landbouwersgezin als zoon van Petrus De Keersmaeker en Marie-Antoinette Walravens. Hij was van 1939 tot 1940 en opnieuw van 1947 tot  1964 burgemeester van de gemeente Wemmel.
Herni huwde Paula Van Doorslaer. Hun dochter is gehuwd met de zoon van Jozef Geurts, die burgemeester was van Wemmel van 1965 tot 2000. Herni is eveneens de oom van choreografe Anne Teresa De Keersmaeker.